# フィーエルヤッペン

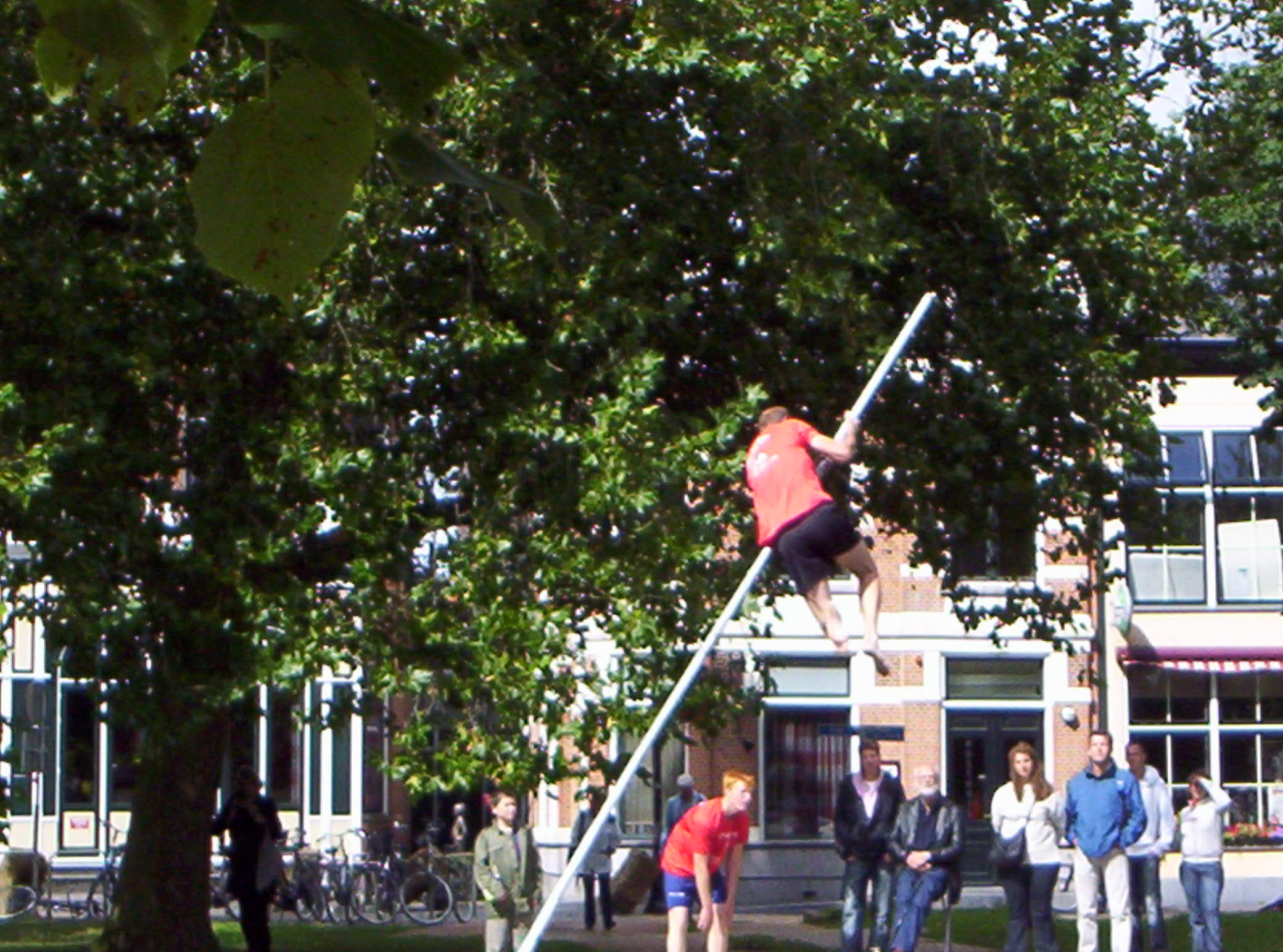
フィーエルヤッペン

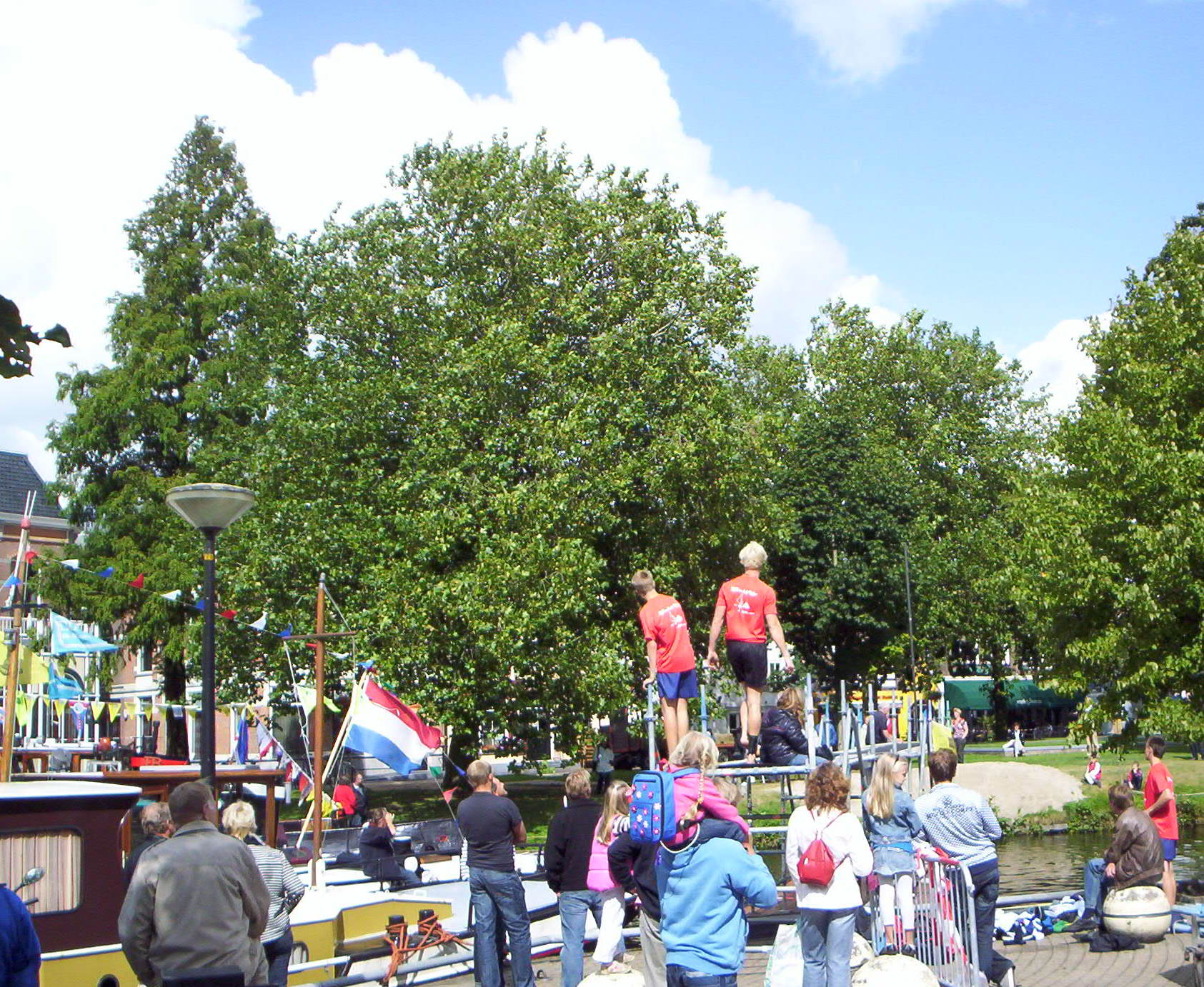
ヘーレンフェーンにあるフィーエルヤッペンの競技場

フィーエルヤッペン（蘭語：fierljeppen）とは、オランダのフリースラント州発祥のスポーツ。日本語では運河飛びともいう。

## 競技内容
水の張った堀や運河を、長さ8mから13mの棒を用いて飛び越える競技である。
オランダには運河が多く、鳥の産む卵を求めて別の区画へ移動する際に、ポールを使って水路を越えたのが発祥といわれている。
地域によっては水の中に飾りとしておもちゃのカラーボールを入れることもある。
バランスを取りながら素早く棒を上る技術と、高所から着地（着地場所は砂であることが多い）することになるため衝撃に耐えながら着地する技術、さらに着地時に棒で怪我をしないため棒を股から抜く技術が必要になる。見た目とは裏腹に危険なスポーツである。

## 日本でのフィーエルヤッペン
日本フィーエルヤッペン協会が定期的に大会を開いている。大阪府岸和田市の岸和田市中央公園には日本唯一のフィーエルヤッペン競技場「フィーエルヤッペン・スプリングアリーナ」があったが、現在は閉鎖されている。
2000年放送の大阪ABCテレビ『おはようコールABC』では司会（当時）の山下真妃と気象予報士で気象キャスターの正木明が競技を紹介し実際に競技に挑戦したところ、山下が好素質を見せ、競技関係者の勧めもありその後も番組とは無関係に練習会に参加し、全国大会で3位に入賞した。オランダで行われる世界大会への出場権は最上位の者のみに与えられることになっていたが、上位2名が出場を辞退したため山下が世界大会に出場した。
2006年6月7日放送の日本テレビ放送網『Gの嵐!』内「マイナースポーツ応援企画」で紹介され、実際にメンバーの大野智と櫻井翔が日本フィーエルヤッペン協会の協力を得て挑戦した。
2009年9月23日に放送されたテレビ番組『ナニコレ珍百景』では、日本での競技人口は「未だ10名程度」との説明があった。
かつてTBSで放送されていた人気バラエティ番組『痛快なりゆき番組 風雲!たけし城』のアトラクション「跳んでおめでとう!」は、フィーエルヤッペンが元ネタとなっている。　